# Georgette Cohan
Georgia Ethelia Cohan Southern Rowse (26 de agosto de 1900 – 26 de octubre de 1988), conocida como Georgette Cohan, fue una actriz estadounidense, hija de George M. Cohan y Ethel Levey. Interpretó a Peter Pan en Londres en 1919, y apareció en varias producciones de Broadway.

## Primeros años
Georgette Cohan era hija de los artistas George M. Cohan y Ethel Levey. Sus padres se divorciaron en 1907 y ambos volvieron a casarse. Su padrastro era el aviador Claude Grahame-White, y sus hermanastras menores eran la cantante Mary Cohan y la actriz Helen Cohan. Se crio principalmente en Inglaterra y asistió a un internado en Francia. La National Portrait Gallery tiene tres fotos suyas tomadas por Bassano en 1913, dos de ellas con su madre.

## Carrera
Cohan comenzó su carrera teatral en Inglaterra. Interpretó el papel de Peter  en una reposición navideña de Peter Pan en el New Theatre en 1919. También actuó con Leslie Howard en Mr. Pim Passes By, de A. A. Milne, en Mánchester en 1919 y en Londres en 1920. Sus créditos en Broadway incluyeron un papel protagonista en Madeleine and the Movies (1922), escrita por su padre, y papeles en Diplomacy (1928), y The Rivals (1930). "Ningún elenco de reposición de estrellas estaría completo sin el nombre de Georgette Cohan", comentó un periodista en 1929.

## Vida personal
Cohan se casó dos veces. Su primer marido fue el empresario J. William Souther; se fugaron en 1921 y él murió de una rotura de apéndice en 1925. Su segundo marido fue el fabricante viudo William Hamilton Rowse; se casaron en 1926 y se divorciaron en 1927. Murió en 1988, a los 88 años. Su tumba está en el cementerio de Woodlawn, en el Bronx. Hay una colección de sus fotografías y recuerdos en la Billy Rose Theatre Division de la Biblioteca Pública de Nueva York.